# Gouts
Gouts [ɡuts] (Gots en gascon) est une commune française située dans le département des Landes en région Nouvelle-Aquitaine.
Ses habitants sont appelés les Goutsois.
Bien que l’on s’appuie communément sur un document du Xe siècle où le village est appelé Goti (une des formes latines du terme désignant les Goths) pour supposer une implantation locale d’un groupe de Goths, aucun élément archéologique ne vient à ce jour étayer ou corroborer cette thèse, même si les Wisigoths ont pu séjourner en Aquitaine.

## Géographie

### Localisation
| - OpenStreetMap Limite communale. |

### Communes limitrophes
Les communes limitrophes sont  Audon, Laurède, Mugron, Onard, Poyanne, Souprosse et Tartas.
| Audon   | Tartas  |           |
| Onard   | Gouts   | Souprosse |
| Poyanne | Laurède | Mugron    |

### Hydrographie
Les méandres de l’Adour, qui coule d’est en ouest à cet endroit, matérialisent sur environ 8,5 kilomètres la séparation physique entre Gouts, sur sa rive droite, et les localités de Mugron, Laurède, Poyanne et Onard, sur sa rive gauche. Le ruisseau du Gaillou, plus connu dans le village sous le nom de ruisseau de Marrein ou simplement de Chrestian (terme désignant au Moyen Âge en Gascogne un paria de la société), se confond avec la limite nord de la localité avant de rejoindre l’Adour non loin de l’extrémité ouest de la commune, alors que le ruisseau du Moulin de Bordes, autre tributaire droit de l'Adour, ne fait que traverser quelques terres agricoles communales au sud-est.

### Climat
Pour des articles plus généraux, voir Climat de la Nouvelle-Aquitaine et Climat des Landes.
Historiquement, la commune est exposée à un climat océanique aquitain.  
En 2020, Météo-France publie une typologie des climats de la France métropolitaine dans laquelle la commune est exposée à un climat océanique et est dans la région climatique  Aquitaine, Gascogne, caractérisée par une pluviométrie abondante au printemps, modérée en automne, un faible ensoleillement au printemps, un été chaud (19,5 °C), des vents faibles, des brouillards fréquents en automne et en hiver et des orages fréquents en été (15 à 20 jours).
Pour la période 1971-2000, la température annuelle moyenne est de 13,4 °C, avec une amplitude thermique annuelle de 14,5 °C. Le cumul annuel moyen de précipitations est de 1 129 mm, avec 12,4 jours de précipitations en janvier et 7,6 jours en juillet. Pour la période 1991-2020, la température moyenne annuelle observée sur la station météorologique la plus proche, située sur la commune de Bégaar à 6 km à vol d'oiseau, est de 13,8 °C et le cumul annuel moyen de précipitations est de 1 114,1 mm,. Pour l'avenir, les paramètres climatiques de la commune estimés pour 2050 selon différents scénarios d'émission de gaz à effet de serre sont consultables sur un site dédié publié par Météo-France en novembre 2022.

## Urbanisme

### Typologie
Au 1er janvier 2024, Gouts est catégorisée commune rurale à habitat dispersé, selon la nouvelle grille communale de densité à sept niveaux définie par l'Insee en 2022.
Elle est située hors unité urbaine. Par ailleurs la commune fait partie de l'aire d'attraction de Tartas, dont elle est une commune de la couronne,. Cette aire, qui regroupe 3 communes, est catégorisée dans les aires de moins de 50 000 habitants,.

### Occupation des sols

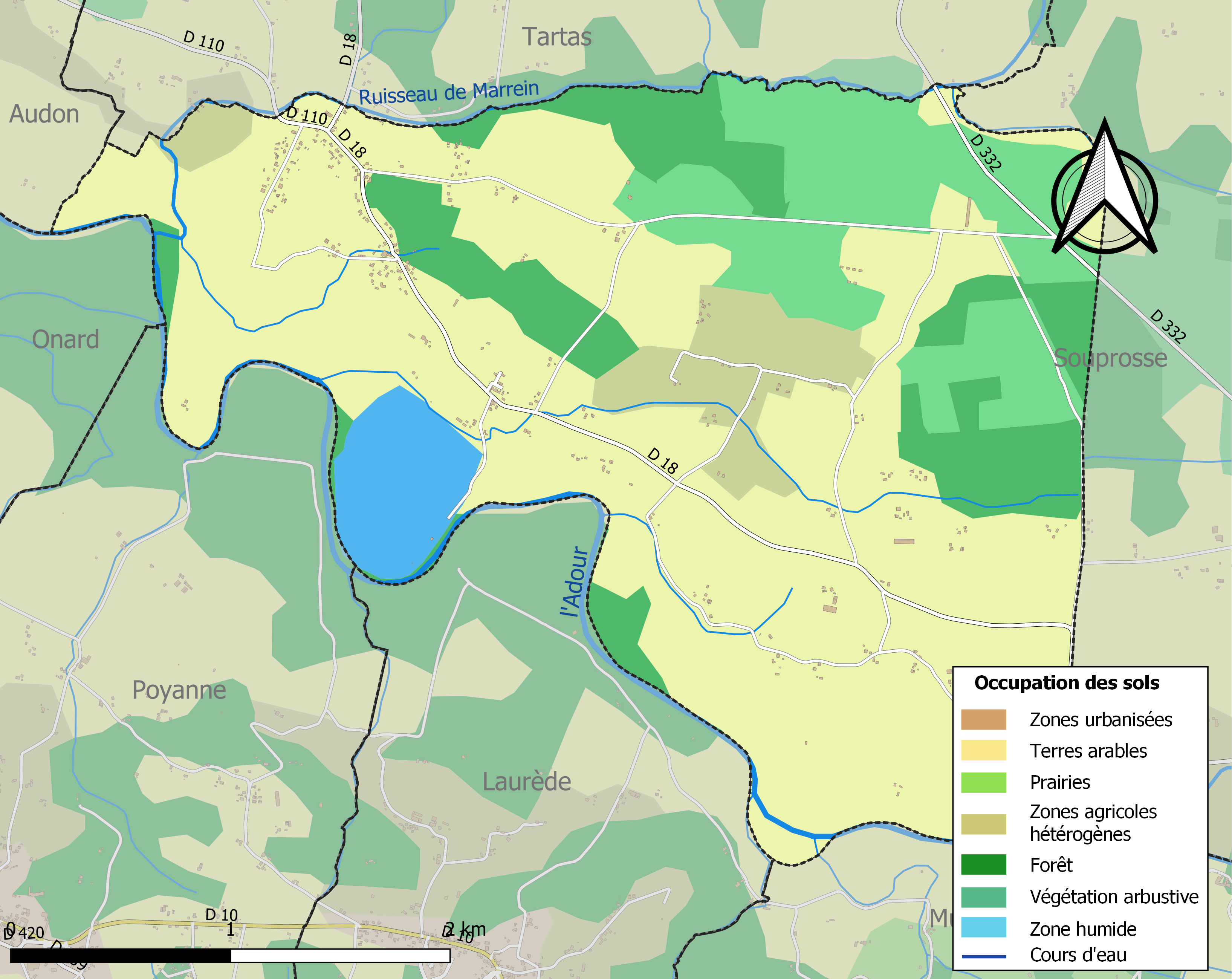
Carte des infrastructures et de l'occupation des sols de la commune en 2018 (CLC).

L'occupation des sols de la commune, telle qu'elle ressort de la base de données européenne d’occupation biophysique des sols Corine Land Cover (CLC), est marquée par l'importance des territoires agricoles (69,4 % en 2018), en diminution par rapport à 1990 (72,2 %). La répartition détaillée en 2018 est la suivante : terres arables (60,1 %), milieux à végétation arbustive et/ou herbacée (14 %), forêts (13 %), zones agricoles hétérogènes (9,3 %), eaux continentales (3,7 %). L'évolution de l’occupation des sols de la commune et de ses infrastructures peut être observée sur les différentes représentations cartographiques du territoire : la carte de Cassini (XVIIIe siècle), la carte d'état-major (1820-1866) et les cartes ou photos aériennes de l'IGN pour la période actuelle (1950 à aujourd'hui).

### Risques majeurs
Le territoire de la commune de Gouts est vulnérable à différents aléas naturels : météorologiques (tempête, orage, neige, grand froid, canicule ou sécheresse), inondations, feux de forêts, mouvements de terrains et séisme (sismicité faible). Un site publié par le BRGM permet d'évaluer simplement et rapidement les risques d'un bien localisé soit par son adresse soit par le numéro de sa parcelle.
Certaines parties du territoire communal sont susceptibles d’être affectées par le risque d’inondation par débordement de cours d'eau, notamment l'Adour et le ruisseau de Marrein. La commune a été reconnue en état de catastrophe naturelle au titre des dommages causés par les inondations et coulées de boue survenues en 1999, 2009 et 2020,.
Gouts est exposée au risque de feu de forêt. Depuis le 20 avril 2016, les départements de la Gironde, des Landes et de Lot-et-Garonne disposent d’un règlement interdépartemental de protection de la forêt contre les incendies. Ce règlement vise à mieux prévenir les incendies de forêt, à faciliter les interventions des services et à limiter les conséquences, que ce soit par le débroussaillement, la limitation de l’apport du feu ou la réglementation des activités en forêt. Il définit en particulier cinq niveaux de vigilance croissants auxquels sont associés différentes mesures,.
Les mouvements de terrains susceptibles de se produire sur la commune sont des tassements différentiels.

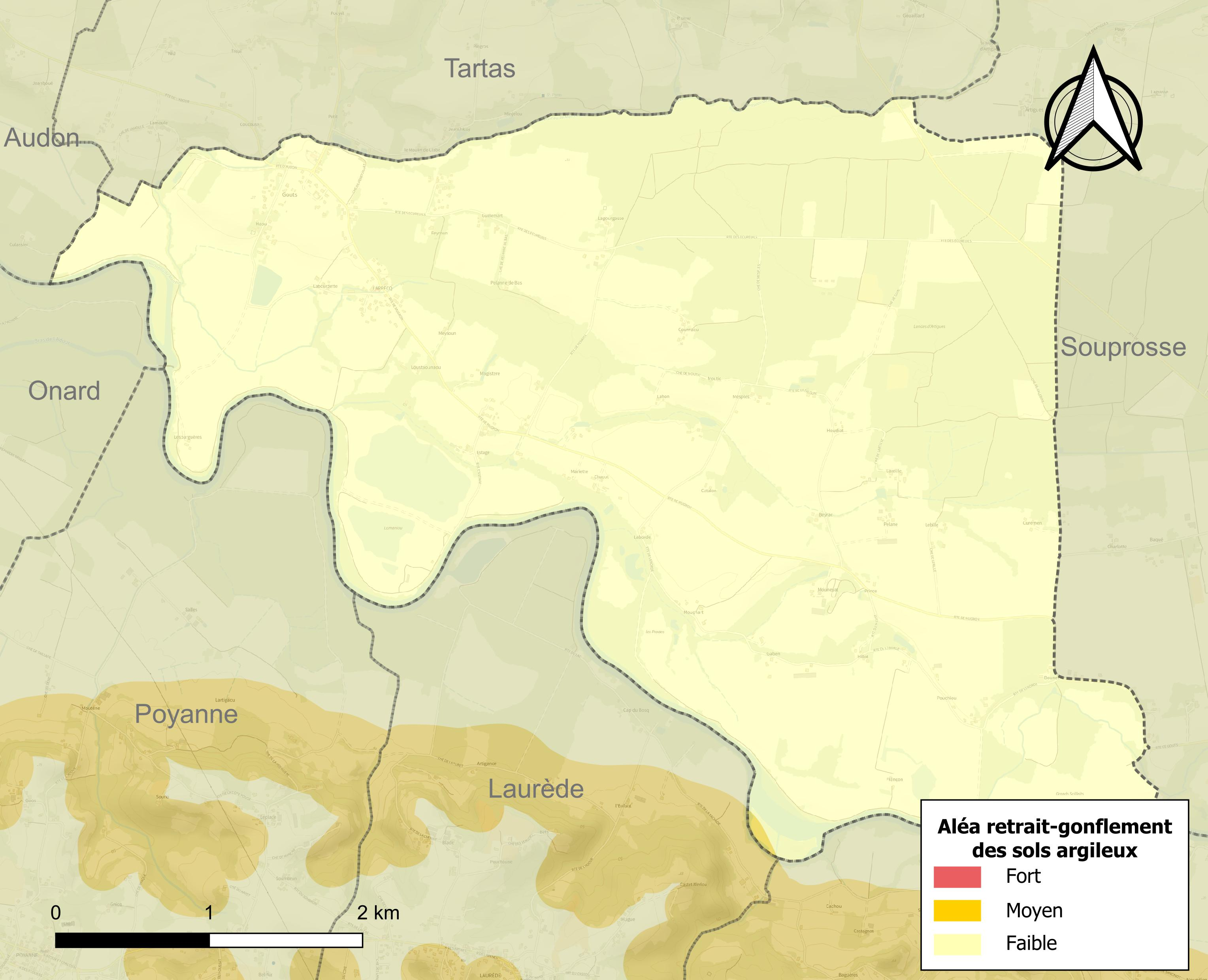
Carte des zones d'aléa retrait-gonflement des sols argileux de Gouts.

Le retrait-gonflement des sols argileux est susceptible d'engendrer des dommages importants aux bâtiments en cas d’alternance de périodes de sécheresse et de pluie. 0,1 % de la superficie communale est en aléa moyen ou fort (19,2 % au niveau départemental et 48,5 % au niveau national). Sur les 139 bâtiments dénombrés sur la commune en 2019,  aucun n'est en aléa moyen ou fort, à comparer aux 17 % au niveau départemental et 54 % au niveau national. Une cartographie de l'exposition du territoire national au retrait gonflement des sols argileux est disponible sur le site du BRGM,.
Concernant les mouvements de terrains, la commune a été reconnue en état de catastrophe naturelle au titre des dommages causés par des mouvements de terrain en 1999.

## Toponymie
Goti au Xe siècle, le toponyme Gouts, signifie « Goths » ou Gots, Goti en latin, qui désigne une colonie du peuple germain.

## Histoire
L’occupation permanente du territoire de Gouts est assez bien établie jusqu’à la fin du haut Moyen Âge.
Des recherches archéologiques entreprises depuis le dernier quart du XIXe siècle permettent de reconstituer dans ses grandes lignes l’histoire de cette période.
On estime généralement, mise à part une découverte attestée du néolithique (hache polie), que l’établissement humain remonte à la fin du IIe siècle avant notre ère, soit antérieurement à la période de l’Empire romain, et demeure attesté de manière continue jusqu’à la fin du Ve siècle de notre ère : monnaies, fragments de céramique (amphores, vases et tuiles, recueillis sur une vaste zone située dans le secteur de l’église actuelle). Cette période intègre toute la durée de l’Empire romain, c’est pourquoi on assimile le site initial de Gouts à une installation gallo-romaine.

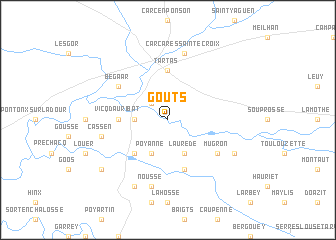
Autour de Gouts.

Les spécialistes ont longtemps hésité sur la nature de cette installation. S’agissait-il d'une « statio », c’est-à-dire d’un relais routier, d'un « vicus », bourg ou village ? Une découverte faite à l’aube du IIIe millénaire permet d’envisager une autre hypothèse, celle d’une agglomération organisée autour d’un axe routier. Il s’agit d’un tronçon de voie romaine orienté plein sud, à partir du site gallo-romain, qui semble avoir assuré pendant plusieurs siècles l'accès du village à l'Adour, ce qui permet de penser à une fonction portuaire de ce secteur du fleuve et de l’agglomération en question. La présence de nombreux éléments de céramique raffinée (sigillée) trahit un niveau économique élevé de la population locale de l’époque. Une autre portion de voie romaine de première importance avait aussi été découverte au nord du village dans les années 1970, avec ses huit mètres de largeur et son identification confirmée sur près de 2,5 kilomètres (voie de Bareyt-Watier). Elle traverse, approximativement d’ouest en est, la zone forestière appelée Landes d'Artigues, en direction de Souprosse, et serait identifiée comme faisant partie d’une voie romaine rejoignant Aire-sur-Adour. Enfin, une récente découverte a permis de mettre en lumière la présence d'une troisième chaussée, au nord de l'agglomération, qui aurais permis de relier Bordeaux à Dax et, en passant à Gouts, à Aire-sur-l'Adour. L’existence de ces trois voies romaines n’est pas une coïncidence et conforte l’idée que Gouts pouvait être un centre de transit de cargaisons fluviales en relation avec Aire-sur-Adour, en raison des problèmes de navigabilité de l’Adour en période de basses eaux dans ce secteur.
Durant la période suivante, le haut Moyen Âge, la présence humaine est parfaitement attestée, dès le VIe siècle, par une importante nécropole mérovingienne, située sous l’emplacement de l’église actuelle et de son cimetière, et par des éléments métalliques chronologiquement associés à la période du VIe  au  VIIIe siècle. L’église actuelle date de la période XIIe – XIIIe siècle, mais sa situation au cœur de la nécropole mérovingienne et la présence caractéristique de son cimetière ceinturant à moitié l’édifice, permettent de penser à une christianisation antique du lieu (VIIe – IXe siècle). En tout cas, à en croire certains documents dont une bulle du pape Clément IV (1266), il aurait existé quatre églises à Gouts entre le XIe et le XIIIe siècle. Mais, entre le XIIIe  et le  XIVe siècle, trois d’entre elles disparaissent, seule demeure l’église paroissiale actuelle, Saint-Martin de Gouts. L’interrogation sur les églises disparues reste jusqu’à ce jour sans réponse.

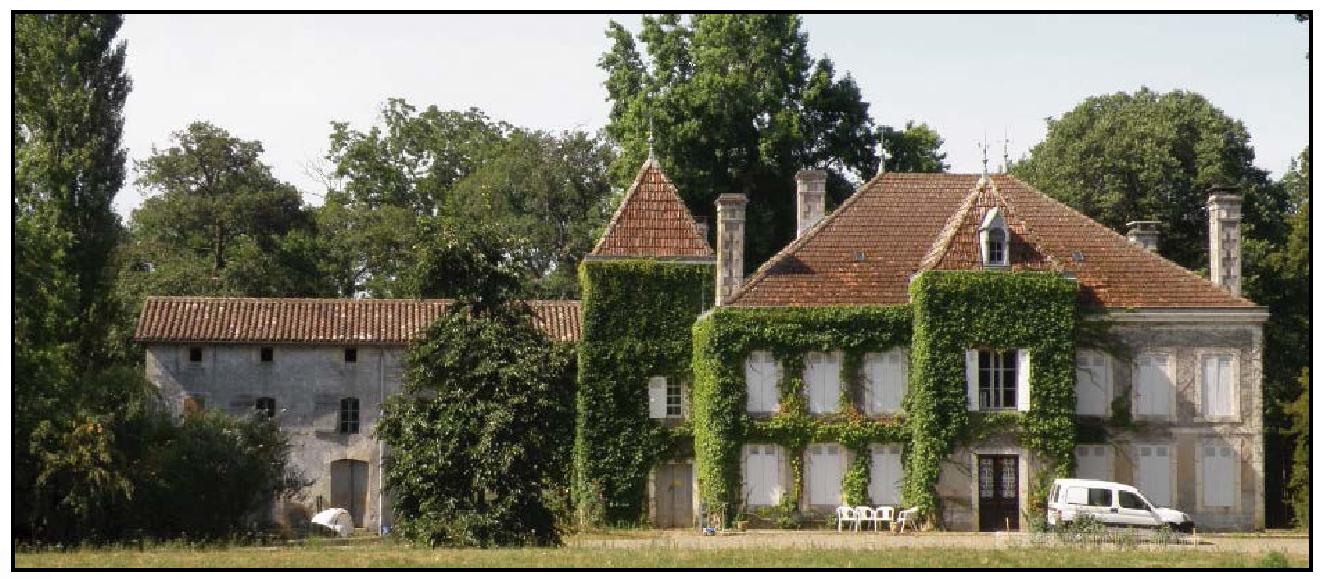
Le château privé de Loustaunau du XVIIIe siècle, qui fut habité par le baron de Batz, proche de Louis XVI.

Il faut enfin attendre le XVIIIe  et le  XIXe siècle pour que Gouts ait une dernière fois rendez-vous avec l’Histoire, par l’intermédiaire de la figure de légende, personnage haut en couleur, Jean-Pierre de Batz (1754-1822), dit le baron de Batz, connu pour avoir tenté de sauver le roi Louis XVI sur le chemin de l’échafaud.

## Politique et administration
| Période                                  | Période   | Identité           | Étiquette | Qualité                       |
| ---------------------------------------- | --------- | ------------------ | --------- | ----------------------------- |
| 1947                                     | 1977      | Maurice Dupouy     |           |                               |
| 1977                                     | 1989      | Gaston Canguilhem  | PS        |                               |
| 1989                                     | 1991      | Bernard Canguilhem |           |                               |
| 1991                                     | mars 2008 | Armand Saugnac     |           |                               |
| mars 2008                                | 2020      | Claude Gensous     | DVG       | Retraité de l'agroalimentaire |
| 2020                                     | En cours  | Nicolas Saugnac    |           |                               |
| Les données manquantes sont à compléter. |           |                    |           |                               |

## Démographie
| 1793 | 1800 | 1806 | 1821 | 1831 | 1836 | 1841 | 1846 | 1851 |
| ---- | ---- | ---- | ---- | ---- | ---- | ---- | ---- | ---- |
| 494  | 496  | 538  | 583  | 527  | 524  | 475  | 506  | 491  |

| 1856 | 1861 | 1866 | 1872 | 1876 | 1881 | 1886 | 1891 | 1896 |
| ---- | ---- | ---- | ---- | ---- | ---- | ---- | ---- | ---- |
| 535  | 523  | 493  | 481  | 495  | 509  | 520  | 507  | 502  |

| 1901 | 1906 | 1911 | 1921 | 1926 | 1931 | 1936 | 1946 | 1954 |
| ---- | ---- | ---- | ---- | ---- | ---- | ---- | ---- | ---- |
| 473  | 504  | 477  | 425  | 392  | 362  | 370  | 331  | 316  |

| 1962 | 1968 | 1975 | 1982 | 1990 | 1999 | 2006 | 2008 | 2013 |
| ---- | ---- | ---- | ---- | ---- | ---- | ---- | ---- | ---- |
| 302  | 269  | 242  | 223  | 211  | 238  | 240  | 241  | 270  |

| 2018 | 2022 | - | - | - | - | - | - | - |
| ---- | ---- | - | - | - | - | - | - | - |
| 274  | 272  | - | - | - | - | - | - | - |

## Culture locale et patrimoine

### Lieux et monuments
- Église Saint-Martin de Gouts
- Château privé de Loustaunau (XVIIIe)
- Nouvelles Gravières de Gouts